# Saint-Hilaire-du-Bois (Charente Marítimo)
 Saint-Hilaire-du-Bois  es una población y comuna francesa, situada en la región de Poitou-Charentes, departamento de Charente Marítimo, en el distrito de Jonzac y cantón de Mirambeau.

## Demografía
| 198 | 197 | 192 | 195 | 273 | 281 |
| Para los censos de 1962 a 1999 la población legal corresponde a la población sin duplicidades (Fuente: INSEE [Consultar]) |     |     |     |     |     |